# Allen Steele

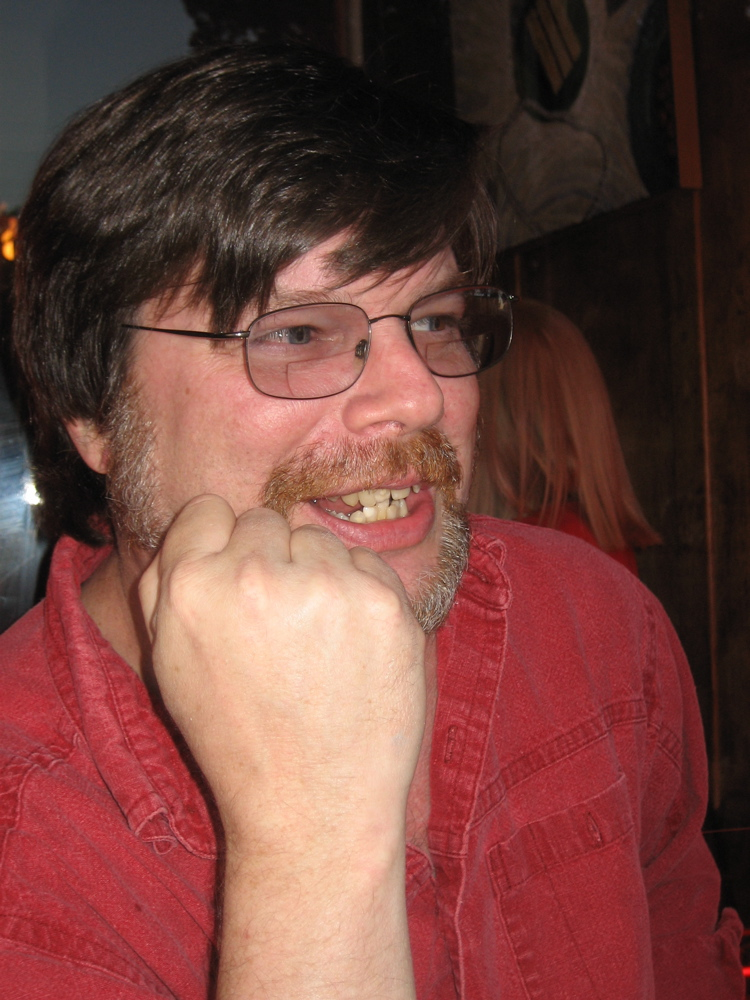
Allen Steele

Allen Mulherin Steele, Jr. (* 19. Januar 1958 in Nashville, Tennessee) ist ein US-amerikanischer Journalist und Science-Fiction-Autor.

## Leben und Karriere
Auf Treffen des Science-Fiction-Clubs von Nashville lernte er das Science-Fiction-Fandom kennen. Er besuchte die Webb School in Bell Buckle in Tennessee. Er hat einen B.A. in Kommunikationswissenschaften vom New England College in Henker (New Hampshire) und einen M.A. in Journalismus von der University of Missouri in Columbia (Missouri).
Allen Steele lebt in Whately (Massachusetts) und ist Juror des Philip K. Dick Awards.

## Werk
Steele arbeitete für mehrere Jahre als Journalist, bevor er sich einen Namen als Science-Fiction-Schriftsteller machte. Im Jahr 1988 fing er an, Kurzgeschichten zu veröffentlichen. Seine ersten Romane von Orbital Decay bis Labyrinth of Night bilden eine postulierte Geschichte der Zukunft. Einige dieser frühen Romane, wie Orbital Decay und Lunar Descent behandeln Blue-Collar-Arbeiter, die an zukünftigen Bauprojekten im Weltraum arbeiten. Seit 1992 konzentrierte er sich mehr auf eigenständige Projekte und Kurzgeschichten, jedoch schrieb er auch fünf Romane über den Mond Coyote.
Steele wirkt sowohl im Beirat der Space Frontier Foundation als auch im Beirat der Science Fiction and Fantasy Writers of America mit. Im Vorstand der SFWA war er Vorsitzender der östlichen Region. Im April 2001 wurde er vom Subcommittee on Space and Aeronautics des U.S. House of Representatives zur Weltraumforschung im 21. Jahrhundert angehört.
Im Jahr 2004 trug er ein Kapitel zu dem kollektiven Trash-Fantasy-Roman Atlanta Nights bei.

## Auszeichnungen
Für seine Werke wurde der Autor mehrfach ausgezeichnet:
- 1990: Locus Award für Orbital Decay (Deutsch: Station der letzten Helden)
- 1996: Hugo Award für The Death of Captain Future
- 1997: Science Fiction Chronicle Readers Award für Where Angels Fear to Tread
- 1998: Locus Award für Where Angels Fear to Tread
- 1998: Hugo Award für Where Angels Fear to Tread
- 1998: Seiun Award für The Death of Captain Future
- 1998: Asimov’s Readers’ Award für Where Angels Fear to Tread
- 1998: Asimov's Readers' Award für Liberation day
- 1999: Analog Award für Zwarte Piet's tale
- 2002: Asimov's Readers' Award für Stealing Alabama
- 2002: Phoenix Award für das Lebenswerk
- 2005: Asimov's Readers' Award für The Garcia Narrows Bridge
- 2011: Hugo Award für The Emperor of Mars
- 2011: Asimov's Readers' Award für The Emperor of Mars
- 2013: Robert A. Heinlein Award (zusammen mit Yoji Kondo)[5]
- 2015: Asimov's Readers' Award für The Legion of Tomorrow[6]

## Bibliographie

### Romane

#### Near-Space
- 1 Orbital Decay, Ace Books 1989, ISBN 0-441-49851-5
  - Station der letzten Helden, Bastei Lübbe Science Fiction Abenteuer #23111 1991, Übersetzer Ralph Tegtmeier, ISBN 3-404-23111-2
- 2 Clarke County, Space, Ace Books 1990, ISBN 0-441-11044-4
  - Die letzten Tage von Clarke County, Bastei Lübbe Science Fiction Abenteuer #23123 1992, Übersetzer Ralph Tegtmeier, ISBN 3-404-23123-6
- 3 Lunar Descent, Ace Books 1991, ISBN 0-441-50485-X
  - Mondhunde, Bastei Lübbe Science Fiction Abenteuer #23129 1992, Übersetzer Ralph Tegtmeier, ISBN 3-404-23129-5
- 4 Labyrinth of Night, Legend 1992, ISBN 0-7126-5398-8
  - Labyrinth der Nacht, Bastei Lübbe Science Fiction Abenteuer #23141 1993, ISBN 3-404-23141-4
- 5 A King of Infinite Space, HarperPrism 1997, ISBN 0-06-105286-8

### Coyote Universe
- Spindrift, Ace Books 2007, ISBN 978-0-441-01471-2
- Galaxy Blues, Ace Books 2008, ISBN 978-0-441-01564-1
- Hex, Ace Books 2011, ISBN 978-0-441-02036-2

#### Coyote Trilogy
- Coyote, Ace Books 2002, ISBN 0-441-00974-3
- Coyote Rising, Ace Books 2004, ISBN 0-441-01205-1
- Coyote Frontier, Ace Books 2005, ISBN 0-441-01331-7[7]

#### Coyote Chronicles
- Coyote Horizon, Ace Books 2009, ISBN 978-0-441-01682-2
- Coyote Destiny, Ace Books 2010, ISBN 978-1-101-18566-7[8][9]

### Weitere Romane
- The Jericho Iteration, Ace Books 1996, ISBN 0-441-00097-5
- The Tranquillity Alternative, Ace Books 1996, ISBN 0-441-00299-4
- Oceanspace, Ace Books 2000, ISBN 0-441-00685-X
- Chronospace, Ace Books 2001, ISBN 0-441-00832-1
- Apollo’s Outcasts, Pyr 2012, ISBN 978-1-61614-686-3
- V-S Day, Ace Books 2014, ISBN 978-0-425-25974-0
- Arkwright, Tor 2016, ISBN 978-0-7653-8215-3
- Avengers of the Moon, Tor 2017, ISBN 978-0-7653-8218-4
  - Die Rache von Captain Future, Golkonda 2018, Übersetzerin Maike Hallmann, ISBN 978-3-946503-63-7

Chapbooks
- The Weight (1995)
- The Days Between (2002)
- The River Horses (2007)
- Angel of Europa (2011)

Erzählungen und Kurzgeschichten
Sammlungen
- Rude Astronauts (1992)
- All-American Alien Boy (1996)
- Sex and Violence in Zero-G: The Complete Near-Space Stories (1998)
- American Beauty (2003)
- The Last Science Fiction Writer (2008)

Erzählungen
- The Death of Captain Future. 1995.
- Where Angels Fear to Tread. 1997.
- The Emperor of Mars. 2010.
- Sixteen million leagues from Versailles. In: Analog 133 (10): 8–22. Oktober 2013.
- Martian blood. In: Gardner Dozois, George R. R. Martin: Old Mars. Bantam Books, 2013, ISBN 978-0-345-53727-0.[10][11]
- Frogheads In: Gardner Dozois, George R. R. Martin: Old Venus. Bantam Books, 2015.[12]

Sachliteratur
- Primary Ignition (2003) enthält Artikel und Essays aus dem Zeitraum von 1997 bis 2004.